# Romfartuna kyrka

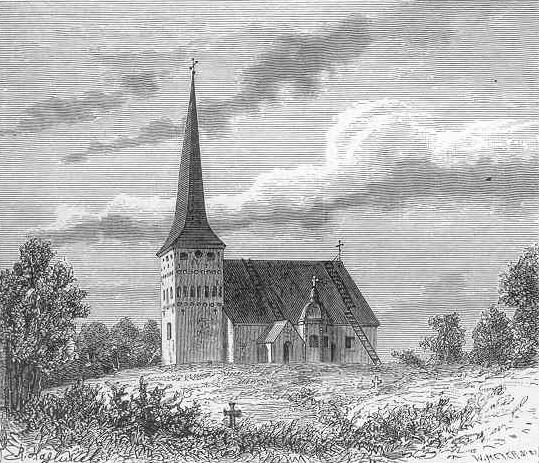
Romfartuna kyrka på 1880-talet.

Romfartuna kyrka är en kyrkobyggnad i Romfartuna i Västerås stift. Den är församlingskyrka i Norrbo församling i Västerås pastorat. 
Den ovanligt välbevarade kyrkan uppfördes i början av 1300-talet, men arkeologiska undersökningar har visat att det troligtvis fanns en äldre kyrka på samma plats, åtminstone på 1200-talet. Större förändringar har skett 1427, då valv slogs och ett vapenhus tillkom, och på 1600-talet då det nuvarande tornet, tornspiran och det Sparfvenfeldtska gravkoret byggdes. 
Kyrkan, som är en av de största i Västerås stift, präglas av gotisk stil och är indelad i tre smala, höga skepp, vilket skapar en katedralliknande stämning. Under 1960-talet frilades kalkmålningar i bysantinsk stil som både vad gäller ålder och utseende är helt unika norr om Mälaren. I kyrkan finns även flera medeltida träskulpturer.

## Historia

### Första kyrkan
Vid en undersökning 2009 hittade arkeologer koncentrationer av sten i schakt inne i kyrkan, vilket tolkades som troliga belägg för en tidigare kyrka på samma plats. Den var i så fall mindre än den nuvarande kyrkan, omkring 6–6,5 meter bred. Också en 14C-datering som gjordes på ben man hittat inne i kyrkan antyder att det skett kristna begravningar på platsen redan under 1200-talet. 

### Nuvarande kyrkan
Den nuvarande kyrkan i Romfartuna byggdes troligen i början av 1300-talet. En dendrokronologisk datering har utförts i takstolar som visar att där förekommer virke som fälldes vinterhalvåret 1306-1307. Över långhuset finns 30 takstolar. Timmermansmärkning i virket finns som flaggmarkeringar.
Kyrkan var stor och rymlig redan från början. Stilen var gotisk, utan torn och med kyrkorummet utformat som en stor sal. Eventuellt fanns redan från början en sakristia i norr. På den nuvarande sakristians vind kan man se tydliga spår efter det gamla yttertaket. Över kyrkorummet uppfördes ett stort och högt trätunnvalv och väggarna dekorerades med målningar i bysantinsk stil.

### Valvslagning
Enligt ett textband högt upp i mittskeppet skedde valvslagningen i kyrkorummet under kyrkoherden Mathiaes tid, 1427. Inspiration hämtades från Västerås domkyrka. Kyrkorummet delades in i tre skepp med de tio pelarna som bär upp valven. Sidoskeppens valv slutar högt upp på väggarna, en utformning som användes för att inte skymma de redan befintliga väggmålningarna. Samtidigt med valven tillkom troligtvis både vapenhus och ett första torn.

### Tornbygge och det Sparfvenfeldska gravkoret
Den medeltida kyrkan är välbevarad och har inte behövt byggas ut eller om i någon stor utsträckning. På 1660- och 1670-talet byggdes tornet om och fick en ny tornspira i gotisk stil, som levt kvar sedan medeltiden. Det är en av få bevarad torn av den här typen i Västeråstrakten.
1670 byggde också Johan Gabrielsson Sparfvenfeldt ett gravkor i söder till sig och sin familj, i en stil inspirerad av det kungliga gravkoret i Riddarholmskyrkan i Stockholm.

### Senare förändringar
Bortsett från underhåll, nya inventarier och mindre förändringar, har det skett två större omgestaltningar av kyrkorummet under de senaste århundradena. Den första ritades av arkitekten Fritz Eckert på 1880-talet och innebar bland annat att fönster, bänkar och golv byttes ut och gravhällarna togs upp från golvet och placerades längs väggarna. Den andra skedde 80 år senare, ritad av arkitekt Jörgen Fåk. Bänkarna byggdes och målades om, valvpelarna återfick sin fyrkantiga form och nya lampor sattes upp i sidoskeppen och i kyrkans västra delar. Ett nytt modernt altarfönster sattes in och en ny orgel tillkom.

## Kyrkobyggnaden
Romfartuna kyrka, som kallats ”katedralen på slätten” står högst upp på en liten berghäll omgiven av slättlandskap och syns därför vida omkring. I väst står det höga, karaktäristiska tornet, i norr finns en sakristia och i söder både ett bevarat vapenhus och det Sparfvenfeldtska gravkoret. Gravkoret avviker med sitt kupoltak och sina dekorerade och färgade väggar mot de vitputsade på resten av kyrkan. Det branta sadeltaket är belagt med skiffer från Grythyttan. Ingången sker genom vapenhuset; kyrkan saknar den så annars vanliga porten i väster.
Kyrkorummet är indelat i tre skepp med hjälp av tio fyrkantiga pelare som bär upp de fem höga kryssvalven i det högre mittskeppet och de halvcirkelformade valven i sidoskeppen. Längst bak i kyrkan, under tornet, är den så kallade Mungakyrkan. Från början kan det ha varit ett kapell vigt åt något helgon,  men i dag är det inrett med bänkar och väggarna är prydda med vapen och minnestavlor. Över Mungakyrkan finns ett stjärnvalv. I kyrkorummets västra del finns orgelläktaren och två sidoläktare, målade med apostlabilder av Hans von Thum i slutet på 1600-talet. Verket till orgeln som står på läktaren är upphöjt så att ljus från fönstret i väst släpps in i kyrkorummet.

## Kalkmålningar

### Målningar i kyrkorummet
1962 hittade Hugo Löfgren kalkmålningar på den norra väggen i kyrkorummet och även fragment på den södra väggen. Troligtvis har hela kyrkorummet ursprungligen varit målat. 1968 togs ytterligare partier av målningarna fram men konserveringen skedde först 1977 av Lars Göthberg. Dessvärre är målningarna i mycket fragmentariskt skick vilket har gjort att dess motiv är svårtolkat. De är inspirerade av bysantinsk konst och består av två grupper med figurscener.
De romanska målningarna måste ha varit ålderdomliga redan när de tillkom då de på stilmässiga grunder snarare kan dateras till mitten av 1200-talet än 1300-talets början då kyrkan byggdes. Det är de enda bevarade romanska kalkmålningarna norr om Mälaren.

### Målningar i vapenhuset
Under restaureringen av kyrkorummet 1965-1966 togs en målning i vapenhuset fram och konserverades av Gösta Lindström. Målningen har troligtvis tillkommit i början av 1500-talet och visar Sankt Göran och draken. På den svårt skadade målningen syns också en prinsessa och en stadsmur.

## Inventarier
- Den äldsta träskulpturen i kyrkan, från början av 1300-talet, föreställer Jungfru Maria och Jesusbarnet.[10] Den har möjligen tillkommit i samband med kyrkans invigning. Eventuellt är dess ålder ännu högre, men har fått delar utbytta senare.[11] Ondskan i form av en drake och ett lejon ligger under Marias fötter.[6] Ett altarskåp från 1400-talets senare del har tidigare funnits i kyrkan och även om själva skåpet är borta har sex reliefer och en skulptur av Kristus bevarats.[12] De har tillskrivits Jordan Målare, en träsnidare och målare som var verksam i Stockholm. Det finns också skulpturer föreställande en apostel och en biskop bevarade från 1400-talet i kyrkan. Båda har förlorat sina attribut vilket gör att de inte går att identifiera.[13][14]

- Altaret och altarskranket är båda från 1757 medan uppsatsen tillkom 1769. Den består av en målning med nattvardsmotiv av Louis Masreliez, målad då han var i tjugoårsåldern, med en stor ram i vitt och guld. Tavlan är inspirerad av Batavernas trohetsed målad av Rembrandt.[15] Det modernistiska korfönstret från 1966 har en glasmålning av konstnären Erik Sand.[2]

- I kyrkan finns tre medeltida gravhällar. Den äldsta är från 1320 och bär inskriptionen: ”Peter i Igelsta, lagman i Västmanland, är här begraven Herrens år 1320. Hans själ vile i frid. Amen.” En är rest över Margareta 1507 med inskriptionen: ”Under denna sten vilar en ung kvinna vid namn Margareta, som grymt mördades nära Ansta gård, varest nu ett träkapell finnes uppbyggt.” Den tredje hällen är från 1513: ”Herrens år 1513 söndagen under oktaven efter Allhelgonadagen begrovs här vördnadsvärd men herr Johannes Larsson, kyrkoherde i Romfartuna, vilkens själ vile i frid.”[16]

- I vapenhuset står en runsten (Vs 20) som tidigare funnits vid Prästgården, och varit känd från åtminstone 1720-talet. Dess text lyder: ”Djure och Johan läto resa stenen efter Vibjörn, sin fader. Litle ristade runorna.”[1]

- Det finns två bevarade medeltida portar, båda klädda med järnsmide. Korporten bär ett krucifix och vapensköldar. Ett av dem har identifierats som biskop Otto Svinhufvuds från början av 1500-talet.[3]

- Från medeltiden finns en kalk, kallad Romfars kalk, och en paten bevarad. Båda är från senare delen av 1300-talet.[6]

- Dopfuntens fot är från en äldre medeltida dopfunt, medan dess överdel i kalksten är från 1958, ritad av Martin Westerberg.[17]

- Predikstolen är tillverkad av bildhuggare Jonas Holmin i Västerås 1803.[2] Från en tidigare predikstol som sattes upp 1636 finns det kvar några träskulpturer.[17]

- I tornet hänger tre klockor. Den största väger 1 510 kg och är gjuten 1768. Den mellersta från 1727 väger 635 kg och bär inskriptionen: ”Så låt os nu frughta at wy icke försumme thet löfte som är at wy skola gå in i hans roligheet och att ibland oss icke någer tillbaka blifwer.” Den minsta klockan från 1851 väger 400 kg och har en inskription från Psaltaren: ”Gån in i hans portar med tackande, uti hans gårdar medlofvande. Tackar honom och lofver hans namn.”[17]

### Orgel
- 1635 eller 1623 fanns ett gammalt positiv i kyrkan. 1660 nämns ett gammalt positiv med 6 stämmor som köptes till kyrkan. Den flyttades till Tillberga kyrka där den sedan såldes bort.
- 1727 fick kyrkan en ny orgel med 6 stämmor tillverkad i Amsterdam. Överceremonimästare Johan Gabriel Sparfwenfeldts arvingar skänkte orgel i testamente.

- 1761 byggde Jonas Gren & Petter Stråhle, Stockholm en ny orgel med 10 stämmor, en manual och bihängd pedal. Orgeln kostade 4900 daler kopparmynt och de köpte 1727 års orgelverk för 800 daler kopparmynt.

| Manual                        | Pedal   |
| Gedackt 8'                    | Bihängd |
| Qvintadena 8'                 |         |
| Principal 4'                  |         |
| Rörflöjt 4' (halverad stämma) |         |
| Qvinta 3'                     |         |
| Oktava 2'                     |         |
| Cornettin 2'                  |         |
| Trumpet 8'                    |         |
| Trumpet 4' D                  |         |
| Vox virginea                  |         |

- En ny orgel byggdes 1888 av Åkerman & Lund, Stockholm.
- Den nuvarande orgeln byggdes 1970 av A Magnussons Orgelbyggeri AB, Mölnlycke. Orgeln är mekanisk och har en fasad ritad av Jörgen Fåk, som låg bakom kyrkans omgestaltning på 1960-talet.[2]

| Huvudverk I         | Svällverk II      | Pedal             | Koppel |
| Rörflöjt 8´         | Gedackt 8'        | Subbas 16´        | I/P    |
| Fugara 8'           | Koppelflöjt 4'    | Flöjtbas 8'       | II/P   |
| Principal 4'        | Principal 2'      | Pommer 4'         | II/I   |
| Blockflöjt 2'       | Scharf 3 chor     | Rauschpipa 4 chor |        |
| Sesquialtera 2 chor | Skalmeja 8'       |                   |        |
| Mixtur 5 chor       | Tremulant         |                   |        |
|                     | Crescendosvällare |                   |        |

## Kyrkogård
Berget ligger ytligt i den sluttande kyrkogården som finns närmast kyrkan. Därför har många gravar legat grunt och undersökningar har visat att man har tillfört stora mängder matjord för att öka djupet. I slutet av 1800-talet anlades en ny kyrkogård väster om vägen som passerar förbi kyrkan. Därför används numera inte kyrkogården intill kyrkan för gravsättningar. 
Den äldre kyrkogården är omgärdad av en mur av gråsten och i norr och söder finns det murade, spånklädda stigluckor.
Precis intill den östra delen av den äldre kyrkogården har man hittat brandgravar som har 14C-daterats till romersk järnålder, 0–400 f. Kr. Troligtvis var de en del av ett gravfält som låg uppe på höjden intill kyrkan vid den tiden.

## Lokala helgon

### Romfar
Enligt en legend tog pengarna slut när församlingen höll på att bygga sin kyrka, och därför så begav sig en man till Rom för att samla in mer pengar. Han kom därför att kallas för Romfar. Men när han kom tillbaka blev han felaktigt anklagad och avrättad för att ha stulit den medeltida kalk som ännu finns kvar. När sockenborna märkte att de misstagit sig gav de kyrkan namn efter honom. Det är inte säkert att Romfar har funnits, men i slutet av medeltiden verkar det ändå ha uppstått en lokal helgonkult kring honom. En medeltida målning vid gravkoret visar en man i pilgrimskläder och enligt en textremsa som tillkom på 1700-talet föreställer den Romfar.

### Margareta
En annan person som uppnådde status som ett lokalt helgon efter sin död var Margareta, som är avbildad på en av gravhällarna i kyrkan, med kroppen täckt av knivhugg. Hon ska ha blivit mördad 1507. Enligt en lokal legend blev hon attackerad och dödad eftersom hon inte ville gå med på en mans inviter. På platsen där attacken skedde byggde man ett kapell i hennes ära, och under lång tid förvarades också hennes kläder i kyrkan.

## Galleri

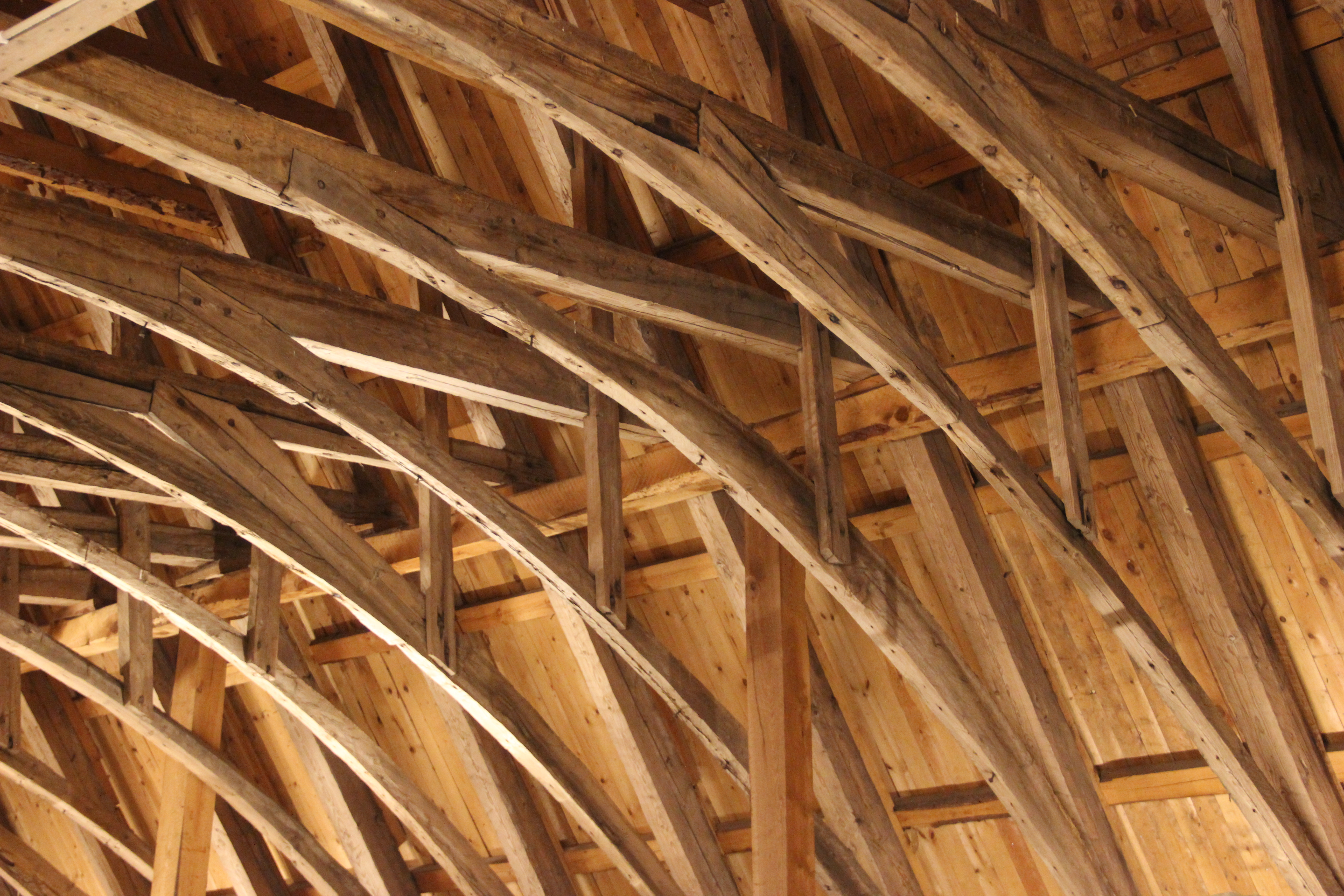
Del av kyrkans medeltida taklag